# Straight to the Bank
"Straight to the Bank" é um single do rapper 50 Cent, para o seu terceiro álbum Curtis. A canção foi produzida por Ty Fyffe com produção adicional de Dr. Dre. Tony Yayo ajudou com efeitos no refrão, copiados da música Lupe Fiasco's The Cool, de Lupe Fiasco. Foi lançado em 29 de junho de 2007 nos Estados Unidos e em 2 de julho na Europa.

## Paradas musicais
| Chart (2007)                         | Melhor posição |
| ------------------------------------ | -------------- |
| U.S. Billboard Hot 100               | 32             |
| U.S. Billboard Hot R&B/Hip-Hop Songs | 30             |
| U.S. Billboard Hot Rap Tracks        | 10             |
| U.S. Billboard Pop 100               | 38             |
| French Singles Chart                 | 38             |
| German Singles Chart                 | 33             |
| Austrian Singles Chart               | 60             |
| Swedish Singles Chart                | 53             |
| Finnish Singles Chart                | 7              |
| Hot Canadian Digital Singles         | 62             |